# حزب الثورة الاشتراكية (لبنان)
حزب الثورة الاشتراكية كان حزبًا شيوعيًا في لبنان، ظهر بعد انشقاق مؤيدو الصينعن الحزب الشيوعي اللبناني. تأسس الحزب عام 1964. وأعلن عن تشكيل الحزب مطلع سبتمبر 1964 برئاسة يوسف مبارك ومصطفى شاكر أميناً عاماً للحزب. نشر الحزب صحيفة إلى الأمام. لم يدعم الحزب بشكل كامل خط ماو تسي تونغ، لكن بشكل ملحوظ لم يدعم الاتحاد السوفيتي في نزاعه مع الصين. جادل الحزب بأن التيار الرئيسي للحزب الشيوعي اللبناني أصبح داعمًا جدًا لعبد الناصر، واتهم خالد بكداش بـ «التحريفية». جادل الحزب بأنه فقط من خلال حرب شعبية يمكن هزيمة إسرائيل.
وكان أشهر أعضاء الحزب هو اللواء السوري عفيف البزري.